# Чистилище

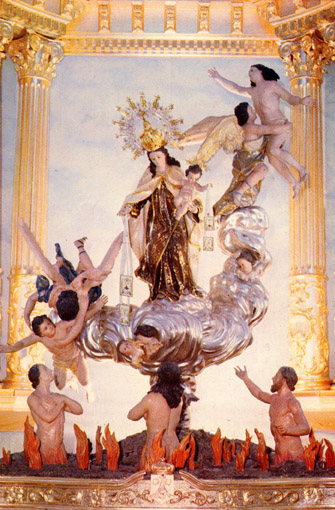
Діва Марія з ангелами та душами в чистилищі. Барокова скульптура з м. Беняхан, Іспанія

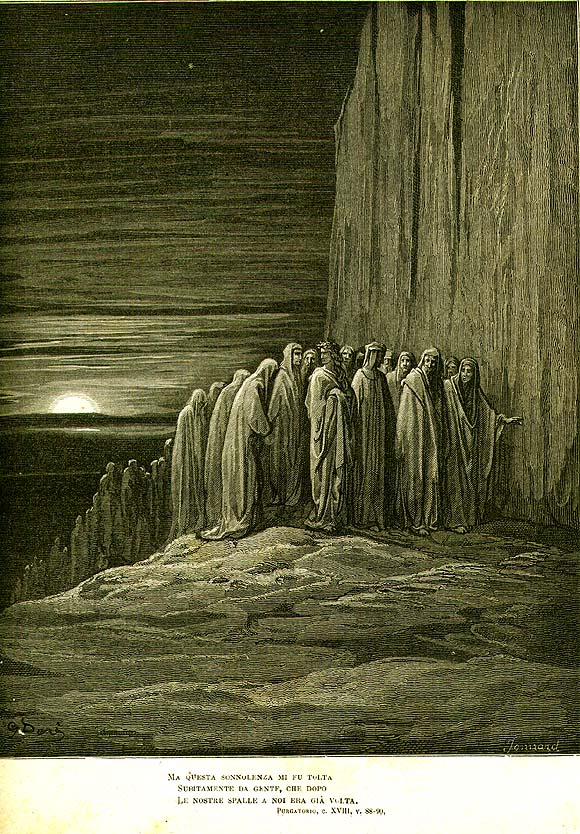
Чистилище. Ілюстрація Гюстава Доре до твору Данте «Божественна комедія»

Чисти́лище (лат. Purgatorium) — згідно з католицьким віровченням, — стан, у якому перебувають душі людей, які померли в мирі з Богом, але потребують очищення від наслідків скоєних за життя гріхів. Православна та інші церкви моляться за померлих, але в них нема офіційних догм про стан очищення, яким католики називають поняттям «чистилище»

## Різниці західної та східної концепцій
Усі давні християнські церкви моляться за мертвих із вірою, що таким чином їм допомагають; проте спосіб зображення останнього очищення набув відмінних особливостей на латиномовному Заході та грекомовному Сході. На заході термін «чистка» (лат. purgatorium) вживався для найменування цього процесу очищення — і чистилище часто описувалося як місце очищального вогню. Різниці стосовно цих недогматичних елементів обговорювалися на Флорентійському соборі. Східна православна теологія описує процес очищення, як «жахливий стан», а не як такий, що зазвичай включає страждання — і вважає, що душі звільняються з такого ж стану до загального воскресіння та суду завдяки молитвам та добрим вчинкам живих. Таким чином, східне богослов'я не користується терміном «чистилище» — і доктрина про чистилище радше розглядається православними теологами як доктринна різниця між обома церквами.

## Богословське тлумачення поняття про чистилище
Сам термін «чистилище» був сформований лише в XIII столітті, хоча багато ранніх отців церкви говорять про «очищуючий вогонь». У своєму трактаті «Про град Божий» св. Августин стверджує: «Але із тих, хто відбуває тимчасове покарання після смерті, ніхто не приречений на вічні муки, які настануть після Суду; бо для деяких — як ми уже говорили — те, що не було прощене у цьому світі, може бути прощене у грядущому. Це означає, що вони не покарані навічно у прийдешньому світі»
Згідно з ученням католицької церкви про чистилище, хрещена людина, яка вчинила злочин і отримала прощення або вчинила гріх, що залишається невідпущенним, зазвичай піддається тимчасовому покаранню на землі або після смерті. Це необхідно для очищення душі, бо тільки будучи святою душа може перебувати з Богом. 
Тягар легких гріхів не дозволяє безперешкодно увійти до Раю, і сам стан чистилища є виявом Божого Милосердя, який дозволяє людині, яка розкаюється в гріхах в момент смерті, пройти стадію очищення і після неї увійти на небеса. Частково на можливість прощення гріхів після смерті вказують слова Христа в Євангеліє: 
Мт. 12: 31-32  «Тому кажу вам: Усякий гріх, усяка хула проститься людям; але хула на Духа не проститься. І коли хтось каже слово проти Сина Чоловічого, йому проститься. Коли ж хтось скаже проти Святого Духа, йому не проститься ні в цьому світі, ні на тому.» З цих слів видно що є гріхи які можуть бути прощені померлим.
В Катехзмі католицької церкви написано: «1030 Ті, що вмирають у ласці й приязні Божій, але ще недосконало очищені, хоча мають запевнення про своє вічне спасіння, після смерті переходять очищення, щоб здобути святість, необхідну для входження до небесної радості.» Згідно з вченням католицької церкви віра в чистилище підтвердженна Святим Письмом
2Мак. 12:43-46 «Він зібрав, з кожного поголовно, зо 2 000 драхм сріблом, і послав їх у Єрусалим, щоб принести жертву за гріх; тим вельми гарним та благородним вчинком він виявив, що мав на думці воскресіння, — бо якби він не надіявся, що поляглі встануть (з мертвих), зайвим і смішним було б молитися за мертвих. При цьому мав він на увазі прекрасну нагороду для тих, що благочестиво вмирають, — що за свята й благочестива думка! Тому він і приніс жертву переблагання за мертвих, щоб вони звільнилися від гріха.»
Апостол Павло в Першому посланні до корінтян 3:13-15 пише:
«Кожного діло стане явне; день бо Господній зробить його явним; бо він відкривається в огні, і вогонь випробовує діло кожного, яке воно.І коли чиєсь діло, що його він збудував, устоїться, той прийме нагороду; а коли чиєсь діло згорить, то він зазнає шкоди; однак він сам спасеться, але наче крізь вогонь.»
У сучасному богослов'ї про чистилище йдеться не як про місце, а як про процес очищення, до якого не застосовуються земні тимчасові характеристики.

## Відношення в інших конфесіях і релігіях
Протестанти (Лютер і Кальвін) відкидали його (хоча спочатку, в 95 тезах, Лютер ще зберігав вірність ряду католицьких догматів, в тому числі і про чистилище). Згідно протестантському вченню, підставою для цього можуть служити тексти Писання «І як людям призначено вмерти один раз, потім суд» (Євр. 9:27) і «Істинно, істинно кажу вам: Хто слухає слова Моє і вірує в Того, Хто послав Мене, життя вічне, і на суд не приходить, але перейшов від смерті в життя »(Ін. 5:24).
Православна церква визнає необхідність молитов за померлих, але не визнає існування чистилища. В православних храмах моляться за померлих, поминають їх і приймають записки з іменами покійних — за упокій їх душ. Сербський старець Фадей Віттовніцький говорив: «Душі померлих чекають від нас допомоги. Як тільки закінчується тілесне життя людини, вона втрачає право молитися за себе, тому що час його покаяння минув, за нього можуть молитися перед Богом тільки інші. Ті душі, які упокоїлися в надії на воскресіння, але впали на митарствах, чекають молитов святої Церкви і своїх родичів про те, щоб Господь звільнив їх від уявних уз із пекельних властивостей, від яких вони не змогли звільнитися за життя. Цей „проміжний стан“ душ західна церква називає „чистилищем“»
В ісламській космології аналогом католицького чистилища вважається Араф як простір між пеклом і раєм.